# Kaligrenjeng
Kaligrenjeng is een bestuurslaag in het regentschap Blitar van de provincie Oost-Java, Indonesië. Kaligrenjeng telt 2592 inwoners (volkstelling 2010).